# ایجری
ایجری (به لاتین: Ageri) یک روستا در استونی است که در محله البو واقع شده‌است.